# Eleonora (povídka)
Eleonora (v angličtině "Eleonora") je krátká romantická povídka amerického spisovatele a literárního teoretika Edgara Allana Poea z roku 1842.
Eleonora je příběh o dívce, která prožívá intenzivní lásku, ale není jí souzeno štěstí, záhy umírá. Smrt krásné dívky, jeden z nejpoetičtějších námětů na světě vůbec, se často objevuje v autorově tvorbě. Viz též povídky "Ligeia", "Morella", "Berenice" a "Medailon".

## Příběh
Vypravěč o sobě v úvodu příběhu prozrazuje, že pochází z rodu s neobvyklou fantazií a žhavou vášní. Lidé o něm říkají, že je šílený, ale co když je šílenství jen vyšší formou inteligence a vše, co má vnitřní hloubku vyvěrá z takové složité mysli povznesené nad běžný intelekt? Ti, kdož sní i ve dne, poznávají mnohé z toho, co zůstává zapovězeno pouze nočním snivcům, nahlédají do věčnosti a žasnou před branami velkých tajemství.
Vypravěč žije se svou tetou a sestřenicí v „Údolí duhových trav“, před lidmi ukryté dolině mezi hřebeny mohutných svahů, ráji plném barevných květů, průzračných potůčků a úchvatných stromů. Patnáct let se spolu s Eleonorou toulají tímto nádherným koutem přírody, než do jejich srdcí vstoupí láska. Vášni a fantazii již není bráněno, derou se na povrch jako žhavá láva.
| „                            | Podivné, nádherné květy jako hvězdy pučely na stromech, kde dosud nic nekvetlo. Koberec svítil ještě sytější zelení a tam, kde uvadla sedmikráska, vykvetlo za ni deset rubínových asfodelů. Na každém kroku se probouzel nový život, štíhlý plameňák, dosud zde nevídaný, ukazoval na odiv své nachové peří a s ním tisíce ptáků oslnivě žhnoucích barev. Zlaté a stříbrné rybky se proháněly v řece a z jejího lůna stoupal šum, který se pozvolna sléval v melodii tak konejšivou, tak božskou, jakou vyluzuje jen harfa Aiólova, líbeznější než cokoli na světě krom hlasu Eleonory. | “ |
| — Edgar Allan Poe - Eleonora | |   |

Eleonora ví, že umírá. Byla stvořena do krásy, jen aby skonala. Rmoutí ji představa, že její milý opustí tento ráj a dá svou lásku jiné. Vypravěč se jí vrhne k nohám a složí přísahu, že nikdy nezradí jejich lásku. Eleonora mu slíbí, že se k němu bude navracet v podobě večerního vánku či vůně z kadidelnic.
Po její smrti vypravěč dlouho setrvává v „Údolí duhových trav“, které se proměňuje. Svěží trávník vybledá, plameňáci odlétají, květy vadnou. Samota v srdci se stává natolik nesnesitelnou, že se mladý muž rozhodne opustit údolí, které mu tak drásavě připomíná jeho milovanou a vydává se do města.
Okázalost vznešeného dvora, pulzující ruch sídla, mámivá krása žen – to vše útočí na jeho mysl, přesto zůstává věrný přísaze. Jednoho dne však potká Ermengardu, dívku z daleké neznámé země a jeho city opět vzplanou. Ožení se s ní a když jedné noci leží na posteli, zdá se mu, že slyší něžný hlas Eleonory šeptající:
„Spi klidně - neboť duch lásky vše ovládá a řídí. Jsi nyní zproštěn slibů, jichž přísahu jsi složil Eleonoře. Proč, to poznáš až v nebi.“

## Česká vydání
Česky vyšla povídka v následujících sbírkách nebo antologiích:
- Černý kocour (Mladá fronta (edice Četba pro školy), 1988, překlad Josef Schwarz, brožovaná, 152 stran, náklad 45 000[3])
- Jáma & kyvadlo a jiné fantastické příběhy (Nakladatelství XYZ, 2007)
- Jáma a kyvadlo a jiné povídky (Odeon 1975, 1978, 1987, 1988 a Levné knihy KMa 2002[4])
- Zrádné srdce: Výbor z díla (Naše vojsko, 1959, překlad Josef Schwarz, vázaná s papírovým přebalem, 676 stran)